# Lista de jogos eletrônicos da Focus Entertainment
Esta lista contém todos os jogos publicados pela Focus Entertainment .

## Lista de jogos
| Título                                           | Plataforma(s)        | Data de lançamento      | Desenvolvedora(s)                  | Ref.          |
| ------------------------------------------------ | -------------------- | ----------------------- | ---------------------------------- | ------------- |
| Cycling Manager                                  | Microsoft Windows    | 2001                    | Cyanide                            | [ 1 ]         |
| Cycling Manager 2                                | Microsoft Windows    | 21 de junho de 2002     | Cyanide                            |               |
| Virtual Skipper 2                                | Microsoft Windows    | Setembro de 2002        | Nadeo                              |               |
| Runaway: A Road Adventure                        | Microsoft Windows    | 21 de março de 2003     | Péndulo Studios                    | [ 2 ]         |
| Cycling Manager 3                                | Microsoft Windows    | 20 de junho de 2003     | Cyanide                            |               |
| TrackMania                                       | Microsoft Windows    | 21 de novembro de 2003  | Nadeo                              |               |
| Pro Rugby Manager                                | Microsoft Windows    | 26 de março de 2004     | Cyanide                            |               |
| Chaos League                                     | Microsoft Windows    | 25 de junho de 2004     | Cyanide                            |               |
| Cycling Manager 4                                | Microsoft Windows    | 25 de junho de 2004     | Cyanide                            |               |
| TrackMania Sunrise                               | Microsoft Windows    | 6 de abril de 2005      | Nadeo                              | [ 3 ]         |
| 80 Days                                          | Microsoft Windows    | 4 de novembro de 2005   | Frogwares                          |               |
| Virtual Skipper 4                                | Microsoft Windows    | 10 de novembro de 2005  | Nadeo                              |               |
| Chaos League: Sudden Death                       | Microsoft Windows    | 23 de junho de 2005     | Cyanide                            |               |
| Pro Cycling Manager                              | Microsoft Windows    | 30 de junho de 2005     | Cyanide                            |               |
| Fire Department: Episode 3                       | Microsoft Windows    | 30 de março de 2006     | Kyiv's Games                       |               |
| Runaway 2: The Dream of the Turtle               | Microsoft Windows    | 17 de novembro de 2006  | Péndulo Studios / Ácaro Multimedia | [ 4 ]         |
| TrackMania United                                | Microsoft Windows    | 17 de novembro de 2006  | Nadeo                              | [ 5 ]         |
| Sherlock Holmes: The Awakened                    | Microsoft Windows    | 25 de novembro de 2006  | Frogwares                          |               |
| Runaway 2: The Dream of the Turtle               | Nintendo DS          | 30 de novembro de 2006  | Cyanide                            |               |
| Virtual Skipper 5: 32nd America's Cup: The Game  | Microsoft Windows    | 20 de abril de 2007     | Nadeo                              |               |
| Pink Panther: Saving Planet Earth                | Microsoft Windows    | 7 de maio de 2007       | Compedia                           |               |
| Loki                                             | Microsoft Windows    | 12 de junho de 2007     | Cyanide                            | [ 6 ]         |
| Pro Cycling Manager: Season 2007                 | Microsoft Windows    | Junho de 2007           | Cyanide                            |               |
| Jack Keane                                       | Microsoft Windows    | 18 de outubro de 2007   | Deck13                             |               |
| Escape from Paradise City                        | Microsoft Windows    | 25 de outubro de 2007   | Sirius Games                       |               |
| Sherlock Holmes Versus Arsène Lupin              | Microsoft Windows    | 25 de outubro de 2007   | Frogwares                          |               |
| Pro Cycling: Season 2007                         | PlayStation Portable | 2007                    | Cyanide                            |               |
| Dracula: Origin                                  | Microsoft Windows    | 29 de maio de 2008      | Frogwares                          |               |
| Pro Cycling Manager: Season 2008                 | Microsoft Windows    | Junho de 2008           | Cyanide                            |               |
| TrackMania DS                                    | Nintendo DS          | 14 de novembro de 2008  | Firebrand Games                    | [ 7 ]         |
| Sherlock Holmes Versus Jack the Ripper           | Microsoft Windows    | 30 de abril de 2009     | Frogwares                          |               |
| Blood Bowl                                       | Microsoft Windows    | 26 de junho de 2009     | Cyanide                            |               |
| Ceville                                          | Microsoft Windows    | 2 de julho de 2009      | Realmforge Studios                 |               |
| Pro Cycling Manager: Season 2009                 | Microsoft Windows    | 10 de julho de 2009     | Cyanide                            |               |
| Le Tour de France 2009: The Official Game        | Xbox Live Arcade     | 15 de julho de 2009     | Cyanide                            |               |
| Blood Bowl                                       | Nintendo DS          | 18 de setembro de 2009  | Cyanide                            | [ 8 ]         |
| Blood Bowl                                       | PlayStation Portable | 18 de setembro de 2009  | Cyanide                            | [ 8 ]         |
| Runaway: A Twist of Fate                         | Microsoft Windows    | 26 de novembro de 2009  | Péndulo Studios                    |               |
| Runaway 2: The Dream of the Turtle               | Wii                  | 2009                    | Péndulo Studios                    |               |
| Blood Bowl                                       | Xbox 360             | 26 de janeiro de 2010   | Cyanide                            | [ 8 ]         |
| TOW: Things on Wheels                            | Xbox Live Arcade     | 12 de maio de 2010      | Load                               | [ 9 ]         |
| World of Battles                                 | Microsoft Windows    | 28 de maio de 2010      | Frogwares                          |               |
| Pro Cycling Manager: Season 2010                 | Microsoft Windows    | 16 de junho de 2010     | Cyanide                            |               |
| Sherlock Holmes and the Mystery of Osborne House | Nintendo DS          | 25 de junho de 2010     | Frogwares / Smack Down Productions |               |
| TrackMania: Build to Race                        | Wii                  | 23 de setembro de 2010  | Firebrand Games                    |               |
| TrackMania Turbo                                 | Nintendo DS          | 23 de setembro de 2010  | Firebrand Games                    |               |
| Cities XL 2011                                   | Microsoft Windows    | 14 de outubro de 2010   | Monte Cristo                       | [ 10 ]        |
| Divinity II: The Dragon Knight Saga              | Microsoft Windows    | 4 de novembro de 2010   | Larian Studios                     |               |
| Faery: Legends of Avalon                         | Xbox Live Arcade     | 9 de novembro de 2010   | Spiders                            | [ 11 ]        |
| Runaway: A Twist of Fate                         | Nintendo DS          | 2010                    | Péndulo Studios                    |               |
| Faery: Legends of Avalon                         | PlayStation Network  | 12 de janeiro de 2011   | Spiders                            | [ 12 ]        |
| Wallace & Gromit's Grand Adventures              | Microsoft Windows    | 11 de fevereiro de 2011 | Telltale Games                     |               |
| The Next Big Thing                               | Microsoft Windows    | 20 de abril de 2011     | Péndulo Studios                    |               |
| Faery: Legends of Avalon                         | Microsoft Windows    | 21 de abril de 2011     | Spiders                            |               |
| Divinity II: The Dragon Knight Saga              | Xbox 360             | 12 de maio de 2011      | Larian Studios                     |               |
| Pro Cycling Manager: Season 2011                 | Microsoft Windows    | 24 de junho de 2011     | Cyanide                            | [ 13 ]        |
| Le Tour de France                                | PlayStation 3        | 1 de julho de 2011      | Cyanide                            | [ 13 ]        |
| Le Tour de France                                | Xbox 360             | 1 de julho de 2011      | Cyanide                            | [ 13 ]        |
| Rotastic                                         | Xbox 360             | 21 de setembro de 2011  | Dancing Dots Studio                |               |
| A Game of Thrones: Genesis                       | Microsoft Windows    | 29 de setembro de 2011  | Cyanide Montreal                   |               |
| Cities XL 2012                                   | Microsoft Windows    | 20 de outubro de 2011   | Focus Entertainment                | [ 14 ]        |
| Sherlock Holmes: The Case of the Silver Earring  | Wii                  | Novembro de 2011        | Frogwares                          | [ 15 ]        |
| Wargame: European Escalation                     | Microsoft Windows    | 23 de fevereiro de 2012 | Eugen Systems                      | [ 16 ]        |
| Yesterday                                        | Microsoft Windows    | 22 de março de 2012     | Péndulo Studios                    |               |
| Confrontation                                    | Microsoft Windows    | 5 de abril de 2012      | Cyanide                            |               |
| Game of Thrones                                  | PlayStation 3        | 15 de maio de 2012      | Cyanide                            | [ 17 ]        |
| Game of Thrones                                  | Xbox 360             | 15 de maio de 2012      | Cyanide                            | [ 17 ]        |
| Game of Thrones                                  | Microsoft Windows    | 7 de junho de 2012      | Cyanide                            | [ 17 ]        |
| Pro Cycling Manager: Season 2012                 | Microsoft Windows    | 22 de junho de 2012     | Cyanide                            |               |
| Le Tour de France 2012                           | PlayStation 3        | Junho de 2012           | Cyanide                            |               |
| Le Tour de France 2012                           | Xbox 360             | Junho de 2012           | Cyanide                            |               |
| R.A.W: Realms of Ancient War                     | Xbox Live Arcade     | 9 de setembro de 2012   | Wizarbox                           |               |
| The Testament of Sherlock Holmes                 | Microsoft Windows    | 21 de setembro de 2012  | Frogwares                          |               |
| The Testament of Sherlock Holmes                 | PlayStation 3        | 21 de setembro de 2012  | Spiders                            |               |
| The Testament of Sherlock Holmes                 | Xbox 360             | 21 de setembro de 2012  | Spiders                            |               |
| R.A.W: Realms of Ancient War                     | PlayStation Network  | 25 de setembro de 2012  | Wizarbox                           |               |
| Blood Bowl: Chaos Edition                        | Microsoft Windows    | 11 de outubro de 2012   |                                    |               |
| Of Orcs and Men                                  | Microsoft Windows    | 11 de outubro de 2012   | Cyanide / Spiders                  |               |
| Of Orcs and Men                                  | PlayStation 3        | 11 de outubro de 2012   | Cyanide / Spiders                  |               |
| Of Orcs and Men                                  | Xbox 360             | 11 de outubro de 2012   | Cyanide / Spiders                  |               |
| R.A.W: Realms of Ancient War                     | Microsoft Windows    | 11 de outubro de 2012   | Wizarbox                           |               |
| Rotastic                                         | Microsoft Windows    | 11 de outubro de 2012   | Dancing Dots Studio                |               |
| Farming Simulator 2013                           | Microsoft Windows    | 25 de outubro de 2012   | Giants Software                    |               |
| Sherlock Holmes: The Mystery of the Frozen City  | Nintendo 3DS         | Outubro de 2012         | WaterLily Games                    |               |
| Rotastic                                         | PlayStation 3        | 4 de dezembro de 2012   | Dancing Dots Studio                |               |
| Another World: 20th Anniversary Edition          | Mac OS               | 4 de abril de 2013      | DotEmu                             |               |
| Mars: War Logs                                   | Microsoft Windows    | 26 de abril de 2013     | Spiders                            |               |
| Wargame: AirLand Battle                          | Microsoft Windows    | 29 de maio de 2013      | Eugen Systems                      |               |
| Magrunner: Dark Pulse                            | Microsoft Windows    | 20 de junho de 2013     | 3 AM Games                         |               |
| Pro Cycling Manager: Season 2013                 | Microsoft Windows    | 21 de junho de 2013     |                                    |               |
| Farming Simulator 3D                             | Nintendo 3DS         | 23 de junho de 2013     | Giants Software                    |               |
| Le Tour de France 2013: 100th Edition            | PlayStation 3        | 2 de julho de 2013      |                                    |               |
| Le Tour de France 2013: 100th Edition            | Xbox 360             | 2 de julho de 2013      |                                    |               |
| Mars: War Logs                                   | Xbox Live Arcade     | 26 de julho de 2013     | Spiders                            |               |
| Mars: War Logs                                   | PlayStation Network  | 13 de agosto de 2013    | Spiders                            |               |
| Magrunner: Dark Pulse                            | PlayStation Network  | 22 de outubro de 2013   | 3 AM Games                         |               |
| Magrunner: Dark Pulse                            | Xbox Live Arcade     | 25 de outubro de 2013   | 3 AM Games                         |               |
| Final Exam                                       | Microsoft Windows    | 5 de novembro de 2013   | Mighty Rocket Studio               |               |
| Final Exam                                       | PlayStation Network  | 5 de novembro de 2013   | Mighty Rocket Studio               |               |
| Final Exam                                       | Xbox Live Arcade     | 5 de novembro de 2013   | Mighty Rocket Studio               |               |
| Contrast                                         | Microsoft Windows    | 15 de novembro de 2013  | Compulsion Games                   |               |
| Contrast                                         | PlayStation Network  | 15 de novembro de 2013  | Compulsion Games                   |               |
| Contrast                                         | Xbox Live Arcade     | 15 de novembro de 2013  | Compulsion Games                   |               |
| Wargame: Red Dragon                              | Microsoft Windows    | 17 de abril de 2014     | Eugen Systems                      |               |
| Bound by Flame                                   | Microsoft Windows    | 7 de maio de 2014       | Spiders                            |               |
| Bound by Flame                                   | PlayStation 3        | 7 de maio de 2014       | Spiders                            |               |
| Bound by Flame                                   | PlayStation 4        | 7 de maio de 2014       | Spiders                            |               |
| Bound by Flame                                   | Xbox 360             | 7 de maio de 2014       | Spiders                            |               |
| Space Run                                        | Microsoft Windows    | 13 de junho de 2014     | Passtech Games                     |               |
| Pro Cycling Manager 2014                         | Microsoft Windows    | 19 de junho de 2014     |                                    |               |
| Farming Simulator 14                             | PlayStation Vita     | 24 de junho de 2014     | Giants Software                    |               |
| Le Tour de France: Season 2014                   | PlayStation 3        | 8 de julho de 2014      | Cyanide                            |               |
| Le Tour de France: Season 2014                   | Xbox 360             | 8 de julho de 2014      | Cyanide                            |               |
| Le Tour de France: Season 2014                   | PlayStation 4        | 22 de julho de 2014     | Cyanide                            |               |
| Crimes & Punishments: Sherlock Holmes            | Microsoft Windows    | 30 de setembro de 2014  | Frogwares                          | [ 18 ]        |
| Crimes & Punishments: Sherlock Holmes            | PlayStation 3        | 30 de setembro de 2014  | Frogwares                          | [ 18 ]        |
| Crimes & Punishments: Sherlock Holmes            | PlayStation 4        | 30 de setembro de 2014  | Frogwares                          | [ 18 ]        |
| Crimes & Punishments: Sherlock Holmes            | Xbox 360             | 30 de setembro de 2014  | Frogwares                          | [ 18 ]        |
| Crimes & Punishments: Sherlock Holmes            | Xbox One             | 30 de setembro de 2014  | Frogwares                          | [ 18 ]        |
| Styx: Master of Shadows                          | Microsoft Windows    | 7 de outubro de 2014    | Cyanide                            | [ 19 ]        |
| Styx: Master of Shadows                          | PlayStation 4        | 7 de outubro de 2014    | Cyanide                            | [ 19 ]        |
| Styx: Master of Shadows                          | Xbox One             | 7 de outubro de 2014    | Cyanide                            | [ 19 ]        |
| Farming Simulator 15                             | Microsoft Windows    | 30 de outubro de 2014   | Giants Software                    |               |
| Pix the Cat                                      | Microsoft Windows    | 29 de janeiro de 2015   | Pastagames                         |               |
| Cities XXL                                       | Microsoft Windows    | 5 de fevereiro de 2015  | Focus Entertainment                |               |
| Etherium                                         | Microsoft Windows    | 25 de março de 2015     | Tindalos Interactive               | [ 20 ]        |
| Farming Simulator 15                             | PlayStation 3        | 19 de maio de 2015      | Giants Software                    | [ 21 ]        |
| Farming Simulator 15                             | PlayStation 4        | 19 de maio de 2015      | Giants Software                    | [ 21 ]        |
| Farming Simulator 15                             | Xbox 360             | 19 de maio de 2015      | Giants Software                    | [ 21 ]        |
| Farming Simulator 15                             | Xbox One             | 19 de maio de 2015      | Giants Software                    | [ 21 ]        |
| Le Tour de France: Season 2015                   | PlayStation 4        | 18 de junho de 2015     | Cyanide                            |               |
| Le Tour de France: Season 2015                   | Xbox One             | 18 de junho de 2015     | Cyanide                            |               |
| Pro Cycling Manager 2015                         | Microsoft Windows    | 18 de junho de 2015     | Cyanide                            |               |
| Act of Aggression                                | Microsoft Windows    | 2 de setembro de 2015   | Eugen Systems                      |               |
| Blood Bowl 2                                     | Microsoft Windows    | 22 de setembro de 2015  | Cyanide                            |               |
| Blood Bowl 2                                     | PlayStation 4        | 22 de setembro de 2015  | Cyanide                            |               |
| Blood Bowl 2                                     | Xbox One             | 22 de setembro de 2015  | Cyanide                            |               |
| Farming Simulator 16                             | Android              | 22 de setembro de 2015  | Giants Software                    |               |
| Farming Simulator 16                             | iOS                  | 22 de setembro de 2015  | Giants Software                    |               |
| Farming Simulator 16                             | Windows Phone        | 22 de setembro de 2015  | Giants Software                    |               |
| Farming Simulator 16                             | PlayStation Vita     | 12 de outubro de 2015   | Giants Software                    |               |
| Divinity: Original Sin - Enhanced Edition        | PlayStation 4        | 27 de outubro de 2015   | Larian Studios                     |               |
| Divinity: Original Sin - Enhanced Edition        | Xbox One             | 27 de outubro de 2015   | Larian Studios                     |               |
| Mordheim: City of the Damned                     | Microsoft Windows    | 19 de novembro de 2015  | Rogue Factor                       |               |
| Battlefleet Gothic: Armada                       | Microsoft Windows    | 21 de abril de 2016     | Tindalos Interactive               | [ 22 ]        |
| Act of Aggression: Reboot Edition                | Microsoft Windows    | 10 de maio de 2016      | Eugen Systems                      | [ 23 ]        |
| Le Tour de France: Season 2016                   | PlayStation 4        | 16 de junho de 2016     | Cyanide                            |               |
| Le Tour de France: Season 2016                   | Xbox One             | 16 de junho de 2016     | Cyanide                            |               |
| Pro Cycling Manager 2016                         | Microsoft Windows    | 16 de junho de 2016     | Cyanide                            |               |
| Space Run Galaxy                                 | Microsoft Windows    | 17 de junho de 2016     | Passtech Games                     |               |
| The Technomancer                                 | Microsoft Windows    | 28 de junho de 2016     | Spiders                            |               |
| The Technomancer                                 | PlayStation 4        | 28 de junho de 2016     | Spiders                            |               |
| The Technomancer                                 | Xbox One             | 28 de junho de 2016     | Spiders                            |               |
| Seasons After Fall                               | Microsoft Windows    | 2 de setembro de 2016   | Swing Swing Submarine              |               |
| Mordheim: City of the Damned                     | PlayStation 4        | 18 de outubro de 2016   | Rogue Factor                       |               |
| Mordheim: City of the Damned                     | Xbox One             | 18 de outubro de 2016   | Rogue Factor                       |               |
| Farming Simulator 17                             | Microsoft Windows    | 25 de outubro de 2016   | Giants Software                    | [ 24 ]        |
| Farming Simulator 17                             | PlayStation 4        | 25 de outubro de 2016   | Giants Software                    | [ 24 ]        |
| Farming Simulator 17                             | Xbox One             | 25 de outubro de 2016   | Giants Software                    | [ 24 ]        |
| Space Hulk: Deathwing                            | Microsoft Windows    | 14 de dezembro de 2016  | Streum On Studio / Cyanide         | [ 25 ]        |
| Styx: Shards of Darkness                         | Microsoft Windows    | 14 de março de 2017     | Cyanide                            |               |
| Styx: Shards of Darkness                         | PlayStation 4        | 14 de março de 2017     | Cyanide                            |               |
| Styx: Shards of Darkness                         | Xbox One             | 14 de março de 2017     | Cyanide                            |               |
| Shiness: The Lightning Kingdom                   | Microsoft Windows    | 18 de abril de 2017     | Shine Research                     |               |
| Shiness: The Lightning Kingdom                   | PlayStation 4        | 18 de abril de 2017     | Enigami                            |               |
| Shiness: The Lightning Kingdom                   | Xbox One             | 18 de abril de 2017     | Seaven Studio                      |               |
| Seasons After Fall                               | PlayStation 4        | 16 de maio de 2017      | Swing Swing Submarine              |               |
| Seasons After Fall                               | Xbox One             | 16 de maio de 2017      | Swing Swing Submarine              |               |
| The Surge                                        | Microsoft Windows    | 16 de maio de 2017      | Deck13                             |               |
| The Surge                                        | PlayStation 4        | 16 de maio de 2017      | Deck13                             |               |
| The Surge                                        | Xbox One             | 16 de maio de 2017      | Deck13                             |               |
| Farming Simulator 18                             | Nintendo 3DS         | 6 de junho de 2017      | Giants Software                    |               |
| Farming Simulator 18                             | PlayStation 4        | 6 de junho de 2017      | Giants Software                    |               |
| Farming Simulator 18                             | PlayStation Vita     | 6 de junho de 2017      | Giants Software                    |               |
| Le Tour de France: Season 2017                   | PlayStation 4        | 16 de junho de 2017     | Cyanide                            |               |
| Le Tour de France: Season 2017                   | Xbox One             | 16 de junho de 2017     | Cyanide                            |               |
| Pro Cycling Manager 2017                         | Microsoft Windows    | 16 de junho de 2017     | Cyanide                            |               |
| MudRunner                                        | Microsoft Windows    | 31 de outubro de 2017   | Saber Interactive                  |               |
| MudRunner                                        | PlayStation 4        | 31 de outubro de 2017   | Saber Interactive                  |               |
| MudRunner                                        | Xbox One             | 31 de outubro de 2017   | Saber Interactive                  |               |
| Farming Simulator: Nintendo Switch Edition       | Nintendo Switch      | 7 de novembro de 2017   | Giants Software                    |               |
| The Council: Episode 1 - The Mad Ones            | Microsoft Windows    | 13 de março de 2018     | Big Bad Wolf                       |               |
| The Council: Episode 1 - The Mad Ones            | PlayStation 4        | 13 de março de 2018     | Big Bad Wolf                       |               |
| The Council: Episode 1 - The Mad Ones            | Xbox One             | 13 de março de 2018     | Big Bad Wolf                       |               |
| Masters of Anima                                 | Microsoft Windows    | 10 de abril de 2018     | Passtech Games                     |               |
| Masters of Anima                                 | Nintendo Switch      | 10 de abril de 2018     | Passtech Games                     |               |
| Masters of Anima                                 | PlayStation 4        | 10 de abril de 2018     | Passtech Games                     |               |
| Masters of Anima                                 | Xbox One             | 10 de abril de 2018     | Passtech Games                     |               |
| The Council: Episode 2 - Hide and Seek           | Microsoft Windows    | 15 de maio de 2018      | Big Bad Wolf                       |               |
| The Council: Episode 2 - Hide and Seek           | PlayStation 4        | 15 de maio de 2018      | Big Bad Wolf                       |               |
| The Council: Episode 2 - Hide and Seek           | Xbox One             | 15 de maio de 2018      | Big Bad Wolf                       |               |
| Space Hulk: Deathwing - Enhanced Edition         | Microsoft Windows    | 22 de maio de 2018      | Streum On Studio                   |               |
| Vampyr                                           | Microsoft Windows    | 5 de junho de 2018      | Dontnod Entertainment              | [ 26 ]        |
| Vampyr                                           | PlayStation 4        | 5 de junho de 2018      | Dontnod Entertainment              | [ 26 ]        |
| Vampyr                                           | Xbox One             | 5 de junho de 2018      | Dontnod Entertainment              | [ 26 ]        |
| Le Tour de France: Season 2018                   | PlayStation 4        | 28 de junho de 2018     | Cyanide                            |               |
| Le Tour de France: Season 2018                   | Xbox One             | 28 de junho de 2018     | Cyanide                            |               |
| Pro Cycling Manager 2018                         | Microsoft Windows    | 28 de junho de 2018     | Cyanide                            |               |
| The Council: Episode 3 - Ripples                 | Microsoft Windows    | 24 de julho de 2018     | Big Bad Wolf                       |               |
| The Council: Episode 3 - Ripples                 | PlayStation 4        | 24 de julho de 2018     | Big Bad Wolf                       |               |
| The Council: Episode 3 - Ripples                 | Xbox One             | 24 de julho de 2018     | Big Bad Wolf                       |               |
| The Council: Episode 4 - Burning Bridge          | Microsoft Windows    | 25 de setembro de 2018  | Big Bad Wolf                       |               |
| The Council: Episode 4 - Burning Bridge          | PlayStation 4        | 25 de setembro de 2018  | Big Bad Wolf                       |               |
| The Council: Episode 4 - Burning Bridge          | Xbox One             | 25 de setembro de 2018  | Big Bad Wolf                       |               |
| Space Hulk: Tactics                              | Microsoft Windows    | 9 de outubro de 2018    | Cyanide                            | [ 27 ]        |
| Space Hulk: Tactics                              | PlayStation 4        | 9 de outubro de 2018    | Cyanide                            | [ 27 ]        |
| Space Hulk: Tactics                              | Xbox One             | 9 de outubro de 2018    | Cyanide                            | [ 27 ]        |
| Call of Cthulhu                                  | Microsoft Windows    | 30 de outubro de 2018   | Cyanide                            | [ 28 ]        |
| Call of Cthulhu                                  | PlayStation 4        | 30 de outubro de 2018   | Cyanide                            | [ 28 ]        |
| Call of Cthulhu                                  | Xbox One             | 30 de outubro de 2018   | Cyanide                            | [ 28 ]        |
| Farming Simulator 19                             | Microsoft Windows    | 19 de novembro de 2018  | Giants Software                    | [ 29 ]        |
| Farming Simulator 19                             | PlayStation 4        | 19 de novembro de 2018  | Giants Software                    | [ 29 ]        |
| Farming Simulator 19                             | Xbox One             | 19 de novembro de 2018  | Giants Software                    | [ 29 ]        |
| MudRunner: American Wilds                        | Nintendo Switch      | 27 de novembro de 2018  | Saber Interactive                  | [ 30 ]        |
| The Council: Episode 5 - Checkmate               | Microsoft Windows    | 4 de dezembro de 2018   | Big Bad Wolf                       |               |
| The Council: Episode 5 - Checkmate               | PlayStation 4        | 4 de dezembro de 2018   | Big Bad Wolf                       |               |
| The Council: Episode 5 - Checkmate               | Xbox One             | 4 de dezembro de 2018   | Big Bad Wolf                       |               |
| Battlefleet Gothic: Armada II                    | Microsoft Windows    | 24 de janeiro de 2019   | Tindalos Interactive               | [ 31 ]        |
| A Plague Tale: Innocence                         | Microsoft Windows    | 14 de maio de 2019      | Asobo Studio                       | [ 32 ]        |
| A Plague Tale: Innocence                         | PlayStation 4        | 14 de maio de 2019      | Asobo Studio                       | [ 32 ]        |
| A Plague Tale: Innocence                         | Xbox One             | 14 de maio de 2019      | Asobo Studio                       | [ 32 ]        |
| Fear the Wolves                                  | Microsoft Windows    | 2 de junho de 2019      | Vostok Games                       | [ 33 ]        |
| GreedFall                                        | Microsoft Windows    | 10 de setembro de 2019  | Spiders                            | [ 34 ]        |
| GreedFall                                        | PlayStation 4        | 10 de setembro de 2019  | Spiders                            | [ 34 ]        |
| GreedFall                                        | Xbox One             | 10 de setembro de 2019  | Spiders                            | [ 34 ]        |
| The Surge 2                                      | Microsoft Windows    | 24 de setembro de 2019  | Deck13                             | [ 35 ]        |
| The Surge 2                                      | PlayStation 4        | 24 de setembro de 2019  | Deck13                             | [ 35 ]        |
| The Surge 2                                      | Xbox One             | 24 de setembro de 2019  | Deck13                             | [ 35 ]        |
| Call of Cthulhu                                  | Nintendo Switch      | 8 de outubro de 2019    | Saber Interactive                  | [ 36 ]        |
| Vampyr                                           | Nintendo Switch      | 29 de outubro de 2019   | Dontnod Entertainment              | [ 36 ]        |
| Farming Simulator 19                             | Google Stadia        | 19 de dezembro de 2019  | Giants Software                    | [ 37 ]        |
| Farming Simulator 20                             | Android              | 3 de dezembro de 2019   | Giants Software                    | [ 38 ]        |
| Farming Simulator 20                             | iOS                  | 3 de dezembro de 2019   | Giants Software                    | [ 38 ]        |
| Farming Simulator 20                             | Nintendo Switch      | 3 de dezembro de 2019   | Giants Software                    | [ 38 ]        |
| SnowRunner                                       | Microsoft Windows    | 28 de abril de 2020     | Saber Interactive                  | [ 39 ]        |
| SnowRunner                                       | PlayStation 4        | 28 de abril de 2020     | Saber Interactive                  | [ 39 ]        |
| SnowRunner                                       | Xbox One             | 28 de abril de 2020     | Saber Interactive                  | [ 39 ]        |
| Othercide                                        | Microsoft Windows    | 28 de julho de 2020     | Lightbulb Crew                     | [ 40 ]        |
| Othercide                                        | PlayStation 4        | 28 de julho de 2020     | Lightbulb Crew                     | [ 40 ]        |
| Othercide                                        | Xbox One             | 28 de julho de 2020     | Lightbulb Crew                     | [ 40 ]        |
| Necromunda: Underhive Wars                       | Microsoft Windows    | 8 de setembro de 2020   | Rogue Factor                       | [ 41 ]        |
| Necromunda: Underhive Wars                       | PlayStation 4        | 8 de setembro de 2020   | Rogue Factor                       | [ 41 ]        |
| Necromunda: Underhive Wars                       | Xbox One             | 8 de setembro de 2020   | Rogue Factor                       | [ 41 ]        |
| Othercide                                        | Nintendo Switch      | 10 de setembro de 2020  | Lightbulb Crew                     | [ 42 ]        |
| Shady Part of Me                                 | Microsoft Windows    | 10 de dezembro de 2020  | Douze Dixièmes                     | [ 43 ]        |
| Shady Part of Me                                 | Nintendo Switch      | 10 de dezembro de 2020  | Douze Dixièmes                     | [ 43 ]        |
| Shady Part of Me                                 | PlayStation 4        | 10 de dezembro de 2020  | Douze Dixièmes                     | [ 43 ]        |
| Shady Part of Me                                 | Xbox One             | 10 de dezembro de 2020  | Douze Dixièmes                     | [ 43 ]        |
| Curse of the Dead Gods                           | Microsoft Windows    | 23 de fevereiro de 2021 | Passtech Games                     | [ 44 ]        |
| Curse of the Dead Gods                           | Nintendo Switch      | 23 de fevereiro de 2021 | Passtech Games                     | [ 44 ]        |
| Curse of the Dead Gods                           | PlayStation 4        | 23 de fevereiro de 2021 | Passtech Games                     | [ 44 ]        |
| Curse of the Dead Gods                           | Xbox One             | 23 de fevereiro de 2021 | Passtech Games                     | [ 44 ]        |
| Hood: Outlaws & Legends                          | Microsoft Windows    | 10 de maio de 2021      | Sumo Digital (Newcastle)           | [ 45 ]        |
| Hood: Outlaws & Legends                          | PlayStation 4        | 10 de maio de 2021      | Sumo Digital (Newcastle)           | [ 45 ]        |
| Hood: Outlaws & Legends                          | PlayStation 5        | 10 de maio de 2021      | Sumo Digital (Newcastle)           | [ 45 ]        |
| Hood: Outlaws & Legends                          | Xbox One             | 10 de maio de 2021      | Sumo Digital (Newcastle)           | [ 45 ]        |
| Hood: Outlaws & Legends                          | Xbox Series X/S      | 10 de maio de 2021      | Sumo Digital (Newcastle)           | [ 45 ]        |
| SnowRunner                                       | Nintendo Switch      | 18 de maio de 2021      | Saber Interactive                  | [ 46 ]        |
| Warhammer Age of Sigmar: Storm Ground            | Microsoft Windows    | 27 de maio de 2021      | Gasket Games                       | [ 47 ]        |
| Warhammer Age of Sigmar: Storm Ground            | Nintendo Switch      | 27 de maio de 2021      | Gasket Games                       | [ 47 ]        |
| Warhammer Age of Sigmar: Storm Ground            | PlayStation 4        | 27 de maio de 2021      | Gasket Games                       | [ 47 ]        |
| Warhammer Age of Sigmar: Storm Ground            | Xbox One             | 27 de maio de 2021      | Gasket Games                       | [ 47 ]        |
| Necromunda: Hired Gun                            | Microsoft Windows    | 1 de junho de 2021      | Streum On Studio                   | [ 48 ]        |
| Necromunda: Hired Gun                            | PlayStation 4        | 1 de junho de 2021      | Streum On Studio                   | [ 48 ]        |
| Necromunda: Hired Gun                            | PlayStation 5        | 1 de junho de 2021      | Streum On Studio                   | [ 48 ]        |
| Necromunda: Hired Gun                            | Xbox One             | 1 de junho de 2021      | Streum On Studio                   | [ 48 ]        |
| Necromunda: Hired Gun                            | Xbox Series X/S      | 1 de junho de 2021      | Streum On Studio                   | [ 48 ]        |
| GreedFall: Gold Edition                          | PlayStation 5        | 30 de junho de 2021     | Spiders                            | [ 49 ]        |
| GreedFall: Gold Edition                          | Xbox Series X/S      | 30 de junho de 2021     | Spiders                            | [ 49 ]        |
| A Plague Tale: Innocence                         | Nintendo Switch      | 6 de julho de 2021      | Asobo Studio                       | [ 50 ]        |
| A Plague Tale: Innocence                         | PlayStation 5        | 6 de julho de 2021      | Asobo Studio                       | [ 50 ]        |
| A Plague Tale: Innocence                         | Xbox Series X/S      | 6 de julho de 2021      | Asobo Studio                       | [ 50 ]        |
| Aliens: Fireteam Elite                           | Microsoft Windows    | 24 de agosto de 2021    | Cold Iron Studios                  | [ 51 ]        |
| Aliens: Fireteam Elite                           | PlayStation 4        | 24 de agosto de 2021    | Cold Iron Studios                  | [ 51 ]        |
| Aliens: Fireteam Elite                           | PlayStation 5        | 24 de agosto de 2021    | Cold Iron Studios                  | [ 51 ]        |
| Aliens: Fireteam Elite                           | Xbox One             | 24 de agosto de 2021    | Cold Iron Studios                  | [ 51 ]        |
| Aliens: Fireteam Elite                           | Xbox Series X/S      | 24 de agosto de 2021    | Cold Iron Studios                  | [ 51 ]        |
| World War Z: Aftermath                           | Microsoft Windows    | 21 de setembro de 2021  | Saber Interactive                  | [ 52 ]        |
| World War Z: Aftermath                           | PlayStation 4        | 21 de setembro de 2021  | Saber Interactive                  | [ 52 ]        |
| World War Z: Aftermath                           | Xbox One             | 21 de setembro de 2021  | Saber Interactive                  | [ 52 ]        |
| Insurgency: Sandstorm                            | PlayStation 4        | 29 de setembro de 2021  | New World Interactive              | [ 53 ]        |
| Insurgency: Sandstorm                            | Xbox One             | 29 de setembro de 2021  | New World Interactive              | [ 53 ]        |
| Insurgency: Sandstorm                            | PlayStation 5        | 29 de setembro de 2021  | New World Interactive              | [ 53 ]        |
| Insurgency: Sandstorm                            | Xbox Series X/S      | 29 de setembro de 2021  | New World Interactive              | [ 53 ]        |
| Aeon Must Die                                    | Microsoft Windows    | 14 de outubro de 2021   | Limestone Games                    | [ 54 ]        |
| Aeon Must Die                                    | Nintendo Switch      | 14 de outubro de 2021   | Limestone Games                    | [ 54 ]        |
| Aeon Must Die                                    | PlayStation 4        | 14 de outubro de 2021   | Limestone Games                    | [ 54 ]        |
| Aeon Must Die                                    | Xbox One             | 14 de outubro de 2021   | Limestone Games                    | [ 54 ]        |
| Hardspace: Shipbreaker                           | Microsoft Windows    | 24 de maio de 2022      | Blackbird Interactive              | [ 55 ]        |
| Hardspace: Shipbreaker                           | PlayStation 5        | 24 de maio de 2022      | Blackbird Interactive              | [ 55 ]        |
| Hardspace: Shipbreaker                           | Xbox Series X/S      | 24 de maio de 2022      | Blackbird Interactive              | [ 55 ]        |
| A Plague Tale: Requiem                           | Microsoft Windows    | 18 de outubro de 2022   | Asobo Studio                       | [ 56 ]        |
| A Plague Tale: Requiem                           | Nintendo Switch      | 18 de outubro de 2022   | Asobo Studio                       | [ 56 ]        |
| A Plague Tale: Requiem                           | PlayStation 4        | 18 de outubro de 2022   | Asobo Studio                       | [ 56 ]        |
| A Plague Tale: Requiem                           | PlayStation 5        | 18 de outubro de 2022   | Asobo Studio                       | [ 56 ]        |
| A Plague Tale: Requiem                           | Xbox One             | 18 de outubro de 2022   | Asobo Studio                       | [ 56 ]        |
| A Plague Tale: Requiem                           | Xbox Series X/S      | 18 de outubro de 2022   | Asobo Studio                       | [ 56 ]        |
| Evil West                                        | Microsoft Windows    | 22 de novembro de 2022  | Flying Wild Hog                    | [ 57 ] [ 58 ] |
| Evil West                                        | PlayStation 4        | 22 de novembro de 2022  | Flying Wild Hog                    | [ 57 ] [ 58 ] |
| Evil West                                        | PlayStation 5        | 22 de novembro de 2022  | Flying Wild Hog                    | [ 57 ] [ 58 ] |
| Evil West                                        | Xbox One             | 22 de novembro de 2022  | Flying Wild Hog                    | [ 57 ] [ 58 ] |
| Evil West                                        | Xbox Series X/S      | 22 de novembro de 2022  | Flying Wild Hog                    | [ 57 ] [ 58 ] |
| BLACKTAIL                                        | Microsoft Windows    | 15 de dezembro de 2022  | THE PARASIGHT                      | [ 59 ]        |
| BLACKTAIL                                        | PlayStation 5        | 15 de dezembro de 2022  | THE PARASIGHT                      | [ 59 ]        |
| BLACKTAIL                                        | Xbox Series X/S      | 15 de dezembro de 2022  | THE PARASIGHT                      | [ 59 ]        |
| Atomic Heart                                     | Microsoft Windows    | 21 de fevereiro de 2023 | Mundfish                           | [ 60 ]        |
| Atomic Heart                                     | PlayStation 4        | 21 de fevereiro de 2023 | Mundfish                           | [ 60 ]        |
| Atomic Heart                                     | PlayStation 5        | 21 de fevereiro de 2023 | Mundfish                           | [ 60 ]        |
| Atomic Heart                                     | Xbox One             | 21 de fevereiro de 2023 | Mundfish                           | [ 60 ]        |
| Atomic Heart                                     | Xbox Series X/S      | 21 de fevereiro de 2023 | Mundfish                           | [ 60 ]        |
| Aliens: Dark Descent                             | Microsoft Windows    | 2023                    | Tindalos Interactive               | [ 61 ]        |
| Aliens: Dark Descent                             | PlayStation 4        | 2023                    | Tindalos Interactive               | [ 61 ]        |
| Aliens: Dark Descent                             | PlayStation 5        | 2023                    | Tindalos Interactive               | [ 61 ]        |
| Aliens: Dark Descent                             | Xbox One             | 2023                    | Tindalos Interactive               | [ 61 ]        |
| Aliens: Dark Descent                             | Xbox Series X/S      | 2023                    | Tindalos Interactive               | [ 61 ]        |
| Atlas Fallen                                     | Microsoft Windows    | 2023                    | Deck13                             | [ 62 ]        |
| Atlas Fallen                                     | PlayStation 5        | 2023                    | Deck13                             | [ 62 ]        |
| Atlas Fallen                                     | Xbox Series X/S      | 2023                    | Deck13                             | [ 62 ]        |
| Warhammer 40,000: Space Marine 2                 | Microsoft Windows    | 2023                    | Saber Interactive                  | [ 63 ]        |
| Warhammer 40,000: Space Marine 2                 | PlayStation 5        | 2023                    | Saber Interactive                  | [ 63 ]        |
| Warhammer 40,000: Space Marine 2                 | Xbox Series X/S      | 2023                    | Saber Interactive                  | [ 63 ]        |
| Banishers: Ghosts of New Eden                    | Microsoft Windows    | 2023                    | Dontnod Entertainment              | [ 64 ]        |
| Banishers: Ghosts of New Eden                    | PlayStation 5        | 2023                    | Dontnod Entertainment              | [ 64 ]        |
| Banishers: Ghosts of New Eden                    | Xbox Series X/S      | 2023                    | Dontnod Entertainment              | [ 64 ]        |